# صموئيل جونستون
صموئيل جونستون (بالإنجليزية: Samuel Johnston)‏ هو قاضي ومحامي وسياسي أمريكي، ولد في 15 ديسمبر 1733 في دندي في المملكة المتحدة، وتوفي في 17 أغسطس 1816 في مقاطعة تشاوان في الولايات المتحدة. حزبياً، نشط في الحزب الفيدرالي الأمريكي. وقد انتخب حاكم كارولينا الشمالية ‏ (20 ديسمبر 1787 – 17 ديسمبر 1789) وانتخب عضو مجلس الشيوخ الأمريكي عن دائرة كارولاينا الشمالية (26 نوفمبر 1789 – 4 مارس 1793).